# Фајф (Алабама)
Фајф (енгл. Fyffe) град је у америчкој савезној држави Алабама. По попису становништва из 2010. у њему је живело 1.018 становника.

## Демографија
Према попису становништва из 2010. у граду је живело 1.018 становника, што је 47 (4,8%) становника више него 2000. године.
| Група             | 2000.       | 2010.       |
| Белци             | 909 (93,6%) | 954 (93,7%) |
| Афроамериканци    | 9 (0,9%)    | 3 (0,3%)    |
| Азијати           | 3 (0,3%)    | 7 (0,7%)    |
| Хиспаноамериканци | 18 (1,9%)   | 13 (1,3%)   |
| Укупно            | 971         | 1.018       |